# (10145) 1994 CK1
(10145) 1994 CK1 est un astéroïde Apollon découvert en 1994.

## Description
(10145) 1994 CK1 a été découvert le 10 février 1994 à l'observatoire de Kitt Peak, situé dans l'Arizona (États-Unis), par le projet Spacewatch de l’université de l'Arizona.

### Caractéristiques orbitales
L'orbite de cet astéroïde est caractérisée par un demi-grand axe de 1,90 ua, un périhélie de 0,70 ua, une excentricité de 0,63 et une inclinaison de 4,55° par rapport à l'écliptique. Du fait de ces caractéristiques, à savoir un demi-grand axe supérieur à 1 ua et un périhélie inférieur à 1,017 ua, il est classé comme astéroïde Apollon.

### Caractéristiques physiques
(10145) 1994 CK1 a une magnitude absolue (H) de 16,8 et un albédo estimé à 0,268.